# Скидан, Николай Алексеевич
Николай Алексеевич Скидан (укр. Микола Олексійович Скидан, позывной — Восток; 26 декабря 1976, Кривой Рог — 2 сентября 2024, Гродовка) — украинский военнослужащий, старший лейтенант, участник российско-украинской войны. Герой Украины (2025, посмертно).

## Биография
Родился 21 декабря 1977 года в городе Кривой Рог Днепропетровской области. Окончил Государственный университет экономики и технологий по специальности «Инженерия программного обеспечения». До начала полномасштабного вторжения России работал первым заместителем директора коммунального предприятия «Муниципальная гвардия» в Кривом Роге.
С 2014 года принимал участие в боевых действиях на востоке Украины, служил в 40-м отдельном мотопехотном батальоне «Кривбасс». В составе 37-го отдельного мотопехотного батальона воевал под Авдеевкой, Мариуполем и Широкино. В 2015 году был награждён орденом «За мужество» III степени.
С началом полномасштабного вторжения России в 2022 году продолжил службу в составе 129-й отдельной бригады территориальной обороны и 151-й отдельной механизированной бригады Вооружённых сил Украины. Несмотря на полученные ранения, неоднократно возвращался на фронт.
Погиб 2 сентября 2024 года в ходе отражения вражеских атак в селе Гродовка Покровского района Донецкой области. Похоронен 6 сентября 2024 года в Кривом Роге.

## Награды
- Звание «Герой Украины» с удостоением ордена «Золотая Звезда» (21 февраля 2025, посмертно) — за личное мужество и героизм, проявленные в защите государственного суверенитета и территориальной целостности Украины, верность военной присяге[5].
- Орден «За мужество» III степени (25 декабря 2015) — за личное мужество и самоотверженные действия, проявленные в защите государственного суверенитета и территориальной целостности Украины, верность военной присяге[6].